# Hassan Mohamed
Hassan Mohamed Hussain Al-Shaibani (23 de agosto de 1962) é um ex-futebolista emiratense, que atuava como meia.

## Carreira
Hassan Mohamed integrou a histórica Seleção Emiratense de Futebol da Copa do Mundo de 1990. 